# Thryallis
Thryallis is een kevergeslacht uit de familie van de boktorren (Cerambycidae). De wetenschappelijke naam van het geslacht werd voor het eerst geldig gepubliceerd in 1858 door Thomson.

## Soorten
Thryallis omvat de volgende soorten:
- Thryallis granulosus Bates, 1885
- Thryallis leucophaeus (White, 1855)
- Thryallis maculosus Thomson, 1858
- Thryallis noguerai Chemsak & McCarty, 1997
- Thryallis ocellatus Chemsak & McCarty, 1997
- Thryallis sallaei Bates, 1880
- Thryallis undatus (Chevrolat, 1835)